# Renault 5 Turbo

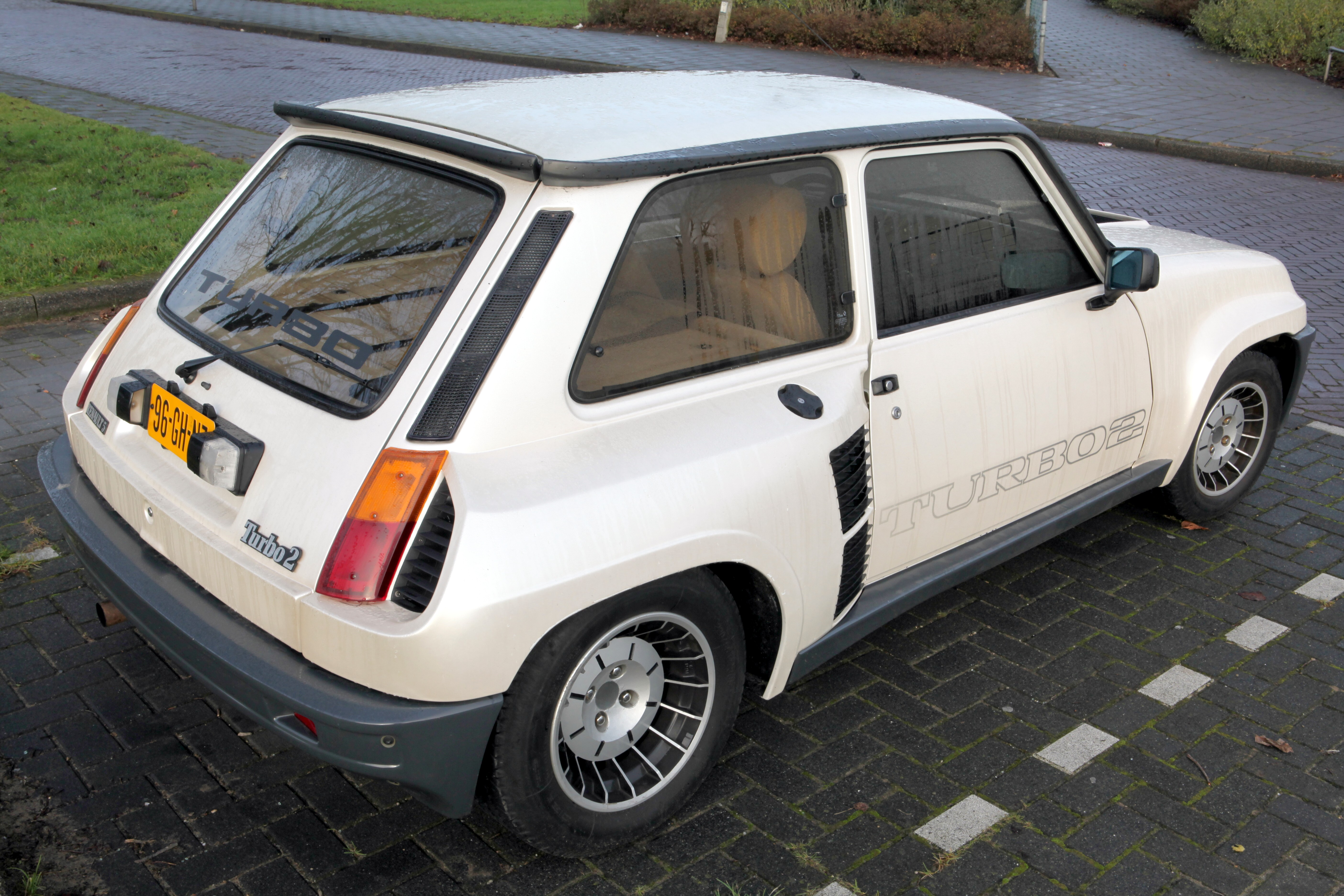
Renault 5 Turbo 2 (1983–1985)

Der Renault 5 Turbo war ein Mittelmotor-Sportwagen von Renault. Er basierte auf der verbreiterten Karosserie des frontgetriebenen Renault 5 und wurde im März 1980 vorgestellt, die zweite Serie wurde ab 1982 produziert. Gebaut wurde diese Modellreihe im Renault-Alpine-Werk in Dieppe nördlich von Le Havre, nicht im nordwestlich von Paris gelegenen Werk in Flins, wo die standardmäßige Modellreihe des R5 produziert wurde.
Der Renault 5 Turbo ist eine Sonderform dieser Baureihe und nicht mit anderen Turbomotor-frontgetriebenen Varianten des R5 (Renault 5 Alpine Turbo, Renault 5 GT Turbo) zu verwechseln. Im März 2025 wurde mit dem Renault 5 Turbo 3E eine elektrische Hommage an den 5 Turbo vorgestellt. Dieses elektrisch angetriebene Modell hat 400 kW (544 PS) und Hinterradantrieb.

## Geschichte
Im Jahr 1977 wurde auf Initiative von Jean Terramorsi, stellvertretender Direktor der Produktabteilung und verantwortlich für Kleinserien im Werk Dieppe, das Renault-interne Projekt 822 Renault 5 Turbo geplant und mit Zustimmung des Vorstands von Renault ab 1980 verwirklicht. Hierbei wurde die in Dieppe ansässige Renault Sport von Renault Alpine und dem Renault-Mutterkonzern für die Produktion und den privaten Fahrzeugverkauf sowie den Fahrzeugeinsatz im Motorsport erfolgreich unterstützt.
Renault baute unter der Regie von deren Sportabteilung insgesamt 4870 Fahrzeuge der Mittelmotorversion R5, davon 1690 Fahrzeuge des Typs R5 Turbo und 3180 Fahrzeuge unter der Bezeichnung R5 Turbo 2.
Das gesamte Projekt Renault 5 Turbo wurde 1986 beendet, der Grund lag in der Beendigung des Rallye-Motorsports in der Gruppe B (Homologation) aufgrund einer Entscheidung der Fédération Internationale de l’Automobile (FIA) als weltweit oberster Motorsportorganisation.

## Fahrzeugspezifikationen
Das Fahrzeug war mit einem 4-Zylinder-Mittelmotor und einem Garrett-Turbolader vom Typ T3 (mit Ladeluftkühler) ausgestattet. Der Motor war längs vor der Hinterachse eingebaut und trieb die Hinterräder über ein Fünfganggetriebe mit Rückwärtsgang an. Mit einem Hubraum von 1397 cm³ leistete er 118 kW (160 PS). Das maximale Drehmoment von 210 Nm wurde bei 3250 min−1 erreicht, wobei der Turbolader einen Ladedruck von 0,85 bar aufbaute. Allerdings musste für diese Leistungskonstellation die Verdichtung von 8,6 : 1 auf 7 : 1 reduziert werden. Durch den Mittelmotor war der Renault 5 Turbo ein zweisitziges Fahrzeug im Gegensatz zu den anderen Modellen der Baureihe R5 mit Frontmotor, die sowohl in zweitüriger als auch in viertüriger Variante gebaut wurden. Der Motor mit Graugussblock hat einen Leichtmetallzylinderkopf, das Gemisch liefert eine K-Jetronic-Einspritzanlage von Bosch. Renault setzte das Fünfganggetriebe vom Modell 30 TX ein, mit der Wartungsvorgabe, dass wie das Motorenöl auch das Getriebeöl standardmäßig bei jeweils 7500 km Fahrleistung zu wechseln ist. Die Hinterachsübersetzung betrug 3,889 : 1. Die Hinterräder sind an Doppelquerlenkern mit Querstabilisator und Schraubenfedern aufgehängt, die Vorderachse hat ebenfalls doppelte Querlenker, allerdings mit Torsionsfedern, und wurde prinzipiell mit wenigen Änderungen vom Modell R5 Alpine übernommen. Das Zweikreis-Bremssystem hat einen 6″-Unterdruck-Bremskraftverstärker, einen Bremskraftbegrenzer für die Hinterachse und innenbelüftete Bremsscheiben an allen vier Rädern. Die Reifengrößen sind vorn 190/55 VR 340 und hinten 220/55 VR 365 (Straßenversion, Michelin-TRX-Reifen). Die Karosserie des Renault 5 Turbo unterschied sich von der des zivilen R5 hauptsächlich durch stark verbreiterte Kotflügel, wobei in die hinteren Kotflügel Luftein- und Auslässe zur Wasser- und Ölkühlung integriert waren. Die Karosserie war 1750 mm breit statt der 1530 mm des Basismodells. Daher wurde er auch „Backenturbo“ genannt. Die Heckklappe und das Dach sind aus Aluminium gefertigt. Der R5 Turbo hatte neben Tachometer und Drehzahlmesser acht Zusatzinstrumente. Das Reserverad liegt unter der vorderen Haube. Das Leergewicht wurde mit 980 kg angegeben, die Zuladung mit maximal 280 kg. Die Gewichtsverteilung soll bei 390 kg vorn und 590 kg hinten gelegen haben.
Die Fahrleistungen des Renault 5 Turbo lagen zu seiner Zeit auf dem Niveau von Sportwagen. Die Beschleunigungszeit von 0 auf 100 km/h betrug 6,9 Sekunden und war somit nur 0,1 Sekunden länger als beim damaligen Porsche 911 SC. Die Höchstgeschwindigkeit war für die Leistung niedrig wegen des hohen Luftwiderstandes der Karosserie. Mit 205 km/h übertraf der Renault 5 Turbo zwar das damals schnellste Modell der Kompaktklasse, den VW Golf GTI (81 kW (110 PS), 182 km/h), aber ein Porsche 924 mit nur 92 kW (125 PS) erreichte diese Höchstgeschwindigkeit auch.
Der Kaufpreis von anfangs 44.600 DM lag auf dem Niveau der günstigsten damaligen Mercedes-S-Klasse. Das Basismodell des R5 war hingegen bereits für unter 10.000 DM erhältlich.
Der Renault 5 Turbo wurde von Mitte 1980 bis Ende 1982 produziert, danach folgte ihm der Renault 5 Turbo 2, der bis Ende 1985 gebaut wurde.

## Motorsport

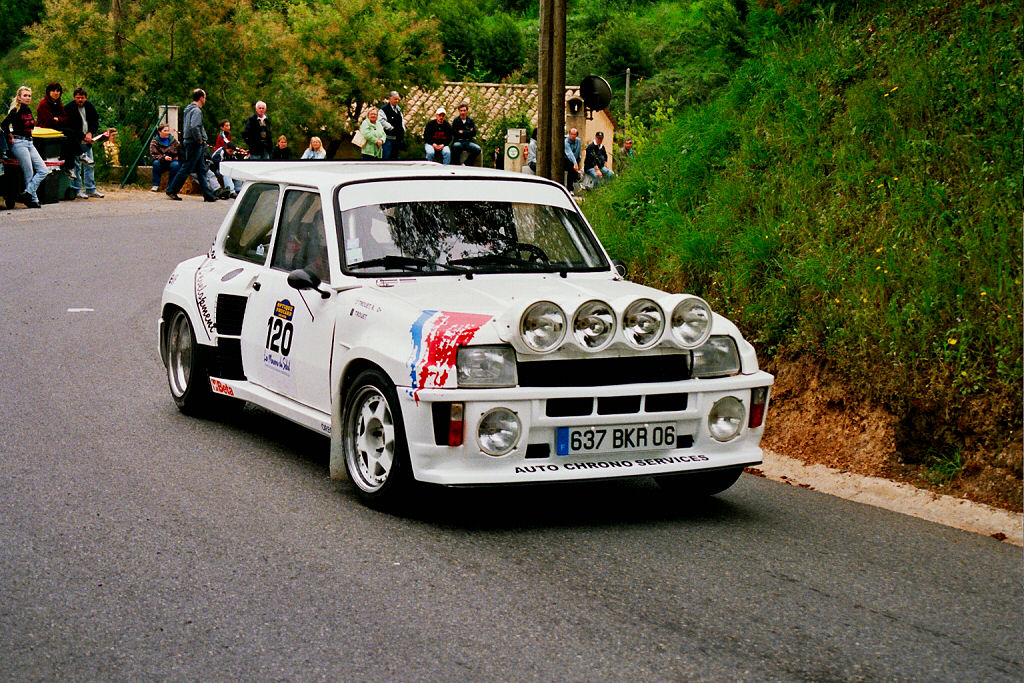
Rallyeversion des Renault 5 Turbo

Als Rallyefahrzeug war der Renault 5 Turbo im Jahr 1981 gemäß FIA-Reglement der Gruppe 4 für die Teilnahme an der Rallye-Weltmeisterschaft homologiert, zwischen 1982 und 1986 in der Gruppe B. Das Fahrzeug gewann drei Weltmeisterschaftsläufe: Rallye Monte Carlo 1981, Tour de Corse 1982 und Tour de Corse 1985. Fahrer war in allen drei Fällen Jean Ragnotti – bei den ersten beiden Siegen mit Beifahrer Jean-Marc Andrié, 1985 mit Copilot Pierre Thimonier. Bemerkenswert an den Erfolgen des Renault 5 Turbo als Gesamtsieger bei WM-Läufen ist, dass das Fahrzeug mit einem Hubraum von lediglich 1397 cm³ bei einem Turbofaktor von 1,4 in die Klasse bis 2000 cm³ eingestuft war und somit nicht der hubraumstärksten ausgeschriebenen Klasse angehörte.
Das Konzept, auf einem Kleinwagen oder einem Fahrzeug der Kompaktklasse ein Rallyeauto mit Mittelmotor aufzubauen, erwies sich als wegweisend für diesen Sport in den Achtzigerjahren. Peugeot, Lancia und Austin Rover beschritten diesen Weg ebenfalls. Im Gegensatz zu deren Autos – wie auch zu den mit Frontmotoren bestückten Einsatzfahrzeugen von Audi – fehlte dem Renault 5 Turbo jedoch mit dem Allradantrieb das entscheidende technische Merkmal, das die erfolgreichsten Fahrzeuge der Gruppe-B-Ära auszeichnete.
Zwischen 1981 und 1984 war der Renault 5 Turbo bzw. Renault 5 Turbo 2 auf der Rundstrecke das Wettbewerbsfahrzeug für einen Markenpokal mit der Bezeichnung Elf Renault 5 Turbo Europacup. Wie der Name andeutet, war die Serie europaweit ausgeschrieben, die Läufe fanden teilweise im Rahmenprogramm der europäischen Formel-1-Grand-Prix jener Jahre statt. Parallel hierzu wurden weiterhin die nationalen Championate des bereits damals traditionsreichen R5-Pokals mit frontgetriebenen Frontmotorfahrzeugen des Typs Renault 5 Alpine Turbo ausgetragen. Der Elf Renault 5 Turbo Europacup erreichte hohe Aufmerksamkeit unter anderem durch gezielt platzierte Gaststarts bekannter Fahrer wie Jan Lammers oder Walter Röhrl. Letzterer absolvierte als amtierender Rallyeweltmeister die beiden Premierenrennen des Cups im Jahr 1981.
Gegen Ende des Jahres 1984 wurden 200 Stück R5 Turbo 2 als sogenannte Version Maxi 5 Turbo Evolution für eine Zulassung in der FIA-Gruppe B mit der internen Bezeichnung 8221 gebaut. Vorgestellt wurde der Maxi 5 Turbo auf dem Genfer Auto-Salon. Die Abteilung Renault Sport, gegründet 1976 und mit Sitz im Werk Dieppe, später in Les Ulis, erreichte mit der Homologation die Gruppe B, was die Verwendung breiterer Reifen zuließ. Diese kleine Produktserie hatte als Basismotor den sogenannten C7K-700-Motor mit zunächst 1430 cm³, der in der Grundversion von dem nur etwas „kleineren“ Motor mit einem Hubraum von 1397 cm³ in den Werten Leistung und Drehmoment kaum nennenswerte Unterschiede aufwies. Allerdings erhielten die Wettbewerbsversionen der Fahrzeuge 8-Ventil-Motoren mit 1590 cm³ Hubraum und anfänglich 184 kW/250 PS Leistung. Später wurde für die Einsätze im Jahr 1985 das Motorenkonzept noch einmal geändert und die Motorleistung auf 300 kW/408 PS gesteigert, was u. a. zu Siegen bei der Rallye Monte Carlo und der Tour de Corse beitrug.

## Trivia
- In dem Film Der rosarote Panther wird gejagt von 1982 aus der Pink-Panther-Reihe fährt eine Fernsehjournalistin einen roten Renault 5 Turbo.
- Im Jahr 1983 war ein roter Renault 5 Turbo 2 in dem James-Bond-Film Sag niemals nie bei einer Verfolgungsjagd zu sehen.